# Podivuhodný příběh Henryho Sugara
Podivuhodný příběh Henryho Sugara (v anglickém originále Roald Dahl's The Wonderful Story of Henry Sugar, nebo zkráceně The Wonderful Story of Henry Sugar) je americký fantasy krátký film z roku 2023, který napsal, koprodukoval a režíroval Wes Anderson. Je založený na povídce z roku 1977 „ The Wonderful Story of Henry Sugar“ od Roalda Dahla. Po filmu Fantastický pan Fox (2009) je to druhá filmová adaptace Dahlova díla od režiséra Andersona. Hlavní roli v něm hraje Benedict Cumberbatch, do dalších rolí pak režisér obsadil herce Ralpha Fiennese, Deva Patela, Bena Kingsleyho a Richarda Ayoadeho. Příběh vypráví o bohatém muži a o tom, jak se dozví o jasnovidném guruovi, který mohl vidět bez použití očí pomocí zvládnutí určité formy jógy, a poté se sám rozhodne osvojit si tuto dovednost, aby mohl podvádět při hazardních hrách.
Film je prvním ze čtyřdílné série krátkých filmů natočených podle Dahlových povídek, dalšími jsou „Labuť“, „Krysař“ a „Otrava“. Práce na projektu začaly v lednu 2022. Natáčení probíhalo tentýž měsíc v Londýně. The Wonderful Story of Henry Sugar byl původně prezentován jako celovečerní film, ale Anderson v červnu 2023 objasnil, že půjde o jeden film z kolekce krátkých filmů.
Podivuhodný příběh Henryho Sugara měl premiéru na 80. mezinárodním filmovém festivalu v Benátkách 1. září 2023 a 20. září 2023 se dočkal omezeného uvedení v kinech. Poté byl 27. září 2023 uveden na Netflixu. Další tři Andersonovy krátké filmy založené na Dahlových příbězích měly premiéru na Netflixu v následujících dnech: The Swan (Labuť) 28. září, The Rat Catcher (Krysař) 29. září a Poison (Otrava) 30. září.
Film získal Oscara za nejlepší krátkometrážní hraný film na 96. udílení cen Akademie.
Dne 15. března 2024 byl film spolu s dalšími třemi krátkými filmy uveden v rámci celovečerního povídkového filmu The Wonderful Story of Henry Sugar a Three More.